# Super Black Market Clash
Super Black Market Clash è una raccolta dei Clash pubblicata nel 1993, contenente delle rare b-side del gruppo non presenti negli album di studio.

## Il disco

### Storia e contenuti
Si tratta di un rifacimento dell'album pubblicato negli USA, noto col titolo di Black Market Clash che uscì come EP da 10" e contenente nove tracce.
Il disco non contiene le seguenti canzoni: Capital Radio One, Cheat, Bankrobber/Robber Dub e Armagideon Time, che invece sono disponibili nell'originale versione. Questa versione raccoglie tutte le rarità del gruppo. Capital Radio One, Bankrobber e Armagideon Time sono state aggiunte, dopo che fu pubblicato Super Black Market Clash, nelle raccolte The Story of the Clash, Volume 1 e Clash on Broadway.

### Pubblicazione
Nel 2000 quest'album fu rimasterizzato e messo in commercio come tutti gli altri album della band.

## Tracce
Tutte le canzoni sono accreditate a Strummer/Jones, eccetto quelle con a fianco le note.
1. 1977 (B-side di White Riot) - 1:41
2. Listen (versione estesa dell'introduzione strumentale di Capital Radio E.P.) - 2:44
3. Jail Guitar Doors ("B-side" di Clash City Rockers) - 3:05
4. The City of the Dead ("B-side" di Complete Control) - 2:24
5. The Prisoner ("B-side" di (White Man) in Hammersmith Palais) - 3:01
6. Pressure Drop ("B-side" di English Civil War) (T. Hibbert) - 3:26
7. 1-2 Crush on You ("B-side" di Tommy Gun) - 3:00
8. Groovy Times (presente in The Cost of Living) - 3:31
9. Gates of the West (presente in The Cost of Living) - 3:27
10. Capital Radio Two (presente in The Cost of Living) - 3:20
11. Time Is Tight (presente in Black Market Clash) (Booker T. Jones) - 4:06
12. Justice Tonight/Kick It Over (versione strumentale di Armagideon Time; presente in Black Market Clash) (Dodd/Willie Williams) - 8:54
13. Robber Dub (versione dub di Bankrobber) - 4:42
14. The Cool Out (versione strumentale di The Call Up; "B-side" di The Magnificent Seven) (Clash) - 3:54
15. Stop the World ("B-side" di The Call Up) (Clash) - 2:32
16. The Magnificent Dance ("B-side" di The Magnificent Seven) (Clash) - 5:38
17. Radio Clash ("B-side" di This Is Radio Clash; brano accreditato come "This Is Radio Clash") (Clash) - 4:10
18. First Night Back in London ("B-side" di Know Your Rights) (Clash) - 3:00
19. Long Time Jerk ("B-side" di Rock the Casbah) (Clash) - 2:57
20. Cool Confusion ("B-side" di Should I Stay or Should I Go) (Clash) - 3:15
21. Mustapha Dance (versione strumentale di Rock the Casbah; "B-side" di Rock the Casbah) (Clash) - 4:26

## Formazione
- Joe Strummer — voce, chitarra ritmica
- Mick Jones — chitarre, voce
- Paul Simonon — basso, voce
- Topper Headon — batteria, percussioni; pianoforte in Mustapha Dance
- Terry Chimes — batteria in 1977
- Mikey Dread — effetti sonori in Robber Dub

Crediti
- Mickey Foote — produttore discografico nelle tracce 1-4
- Bill Price — co-produttore nelle tracce 8-10 e 15, ingegnere del suono
- Mikey Dread — produttore nella traccia 13
- The Clash — produttore delle tracce 5-6, 11-12, 14, 16-20, co-produttore delle tracce 8-10 e 15
- Mick Jones — produttore della traccia 21
- Raccolta redatta da Kosmo Vinyl
- Gary Pacheco — direttore del progetto
- Ray Staff — ri-masterizzazione
- Bob Whitney — ri-masterizzazione
- Bill Price — supervisore della ri-masterizzazione
- Rocco Redondo — foto di copertina
- Pennie Smith — fotografie

## Black Market Clash
Black Market Clash fu pubblicato negli Stati Uniti durante l'anno 1980 nel mezzo della pubblicazione di London Calling e quella di Sandinista!. Quest'album non è più stato ristampato.

### Il disco

#### Contenuti
Il primo lato contiene The Prisoner, Pressure Drop, e The City of the Dead che sono delle b-side degli anni 1977-1978. Al momento della pubblicazione, Black Market Clash fu l'unico album a contenere Time is Tight. Capital Radio One, diventata molto rara in Gran Bretagna, fu inserita nell'album. Cheat, presente nella versione inglese dell'album di debutto, entrò per la prima volta in un disco americano.
Il secondo lato invece comprende dei rifacimenti delle canzoni originali composte dai Clash, come Bankrobber, Armagideon Time, Capital Radio One e Time is Tight; Robber Dub risultò molto difficile da trovare in G.B.
Black Market Clash fu ristampato nel 1991 come CD. Attualmente, è fuori stampa dopo che Super Black Market Clash l'ha "rimpiazzato".

### Tracce
Tutte le canzoni sono accreditate a Jones/Strummer, eccetto quelle con accanto le note.
Lato A
1. Capital Radio One - 2:09
2. The Prisoner - 3:00
3. Pressure Drop (T. Hibbert) - 3:30
4. Cheat - 2:06
5. The City of the Dead - 2:26
6. Time Is Tight (Booker T. Jones) - 4:05

Lato B
1. Bankrobber/Robber Dub - 6:16
2. Armagideon Time - 3:50
3. Justice Tonight/Kick It Over (Dodd/Willie Williams) - 7:00

### Formazione
- Joe Strummer — voce, chitarra ritmica
- Mick Jones — chitarra solista, voce, pianoforte
- Paul Simonon — basso, voce
- Topper Headon — batteria, percussioni